# Chernoyarsky (huyện)
Huyện Chernoyarsky (tiếng Nga: ? райо́н) là một huyện hành chính tự quản (raion), của Tỉnh Astrakhan, Nga. Huyện có diện tích 4130 kilômét vuông, dân số thời điểm ngày 1 tháng 1 năm 2000 là 21600 người. Trung tâm của huyện đóng ở Cherny Yar.